# Chung Hwa Hui
De Chung Hwa Hui (CHH) werd opgericht in 1911, en was een studentenvereniging voor Peranakan-Chinese studenten uit Nederlands-Indië in Nederland. 

## Geschiedenis
De eerste Peranakan-Chinezen kwamen in de eerste jaren van de twintigste eeuw naar Nederland om te studeren. Voor de Eerste Wereldoorlog studeerden ongeveer 50 peranakan studenten in Nederland, en in de jaren 20 en 30 groeide hun aantal tot een jaarlijks gemiddelde van ongeveer 150 personen. Velen volgden een rechtenstudie aan de Universiteit Leiden, maar ook medicijnen in Amsterdam, technische studies in Delft en economie in Rotterdam waren populair.
In 1911, richtten peranakan studenten de Chinese vereniging Chung Hwa Hui (CHH) op, in navolging van Tiong Hoa beweging in Nederlands-Indië en de opkomst van de Kwomintang in China. Kennelijk voelden zij zich niet aangetrokken tot de Indische Vereeniging die drie jaar daarvoor was opgericht. De CHH zag het als haar taak om de Chinese studenten op te vangen, en om gezelligheid en eventueel financiële en praktische steun te bieden. In elke grote universiteitsstad was een afdeling en er waren diverse subcommissies.
Via de CHH kwam de Peranakan gemeenschap in Nederland ook in contact met politieke en sociale bewegingen van Chinezen en anti-kolonialen in Europa. Zo bestonden er banden met de Franse afdeling van de Kwomintang, met Chinese studentenverenigingen in België, Duitsland en Groot-Brittannië, en met de Liga tegen Imperialisme en Koloniale Onderdrukking, die in 1927 in Brussel werd opgericht.
In Nederland onderhield ze (soms gespannen) relaties met de Perhimpoenan Indonesia, en zette ze zich in voor het welzijn van de tweede groep Chinezen in Nederland: Chinese zeelieden in de havens van Amsterdam en Rotterdam.